# Urban Turban
Urban Turban är ett band med sin bas i Stockholm. Musiken har sin rot i den österländska, även om de flesta låtarna har ett västerländskt upplägg. De har gjort covers på låtar som Voodoo Chile av Jimi Hendrix och Folsom Prison Blues av Johnny Cash. Ett antal gästartister har också dykt upp, så som Plura Jonsson, Louise Hoffsten, Peter Wahlbeck, Ziya Aytekin m.fl.

## Bandmedlemmar
- Peter Bryngelsson - slidegitarr, oud och sång

- Mikael Svanevik - darbuka, trummor och sång

- Pelle Lindström - sång, munspel, percussion
- David Sperling Bolander, Dragspel, sång
- Henrik Andersson - saz, klarinett, vibrafon

- Ulla Wrethagen - sång, chapman stick

- Göran Kunstbergs - moraharpa, säckpipa

- Hans Durdel/ Robert Ringström - bas

- Pelle Bolander/Sara Edin - fiol

## Diskografi
- Urban Turban - 1994

- Overtime - 1996

- Fear (singel från Overtime)

- Codes of Love - 2001